# 拉基特萊克 (紐約州)
拉基特萊克（英語：Raquette Lake）是位於美國紐約州漢密爾頓縣的非建制地區。

## 歷史
拉基特萊克的郵局自1889年營運至今。

## 地理
拉基特萊克所處的海拔為高於海平面538米（即1765英呎），而該地所採用的時區為UTC-5，即北美东部时区（EST）。同時該地設有夏令時間，為UTC-5調快一小時，即UTC-4（EDT）。